# 31015 Boccardi
31015 Boccardi este un asteroid din centura principală de asteroizi.

## Descriere
31015 Boccardi este un asteroid din centura principală de asteroizi. A fost descoperit pe 16 februarie 1996 la Observatorul San Vittore din Bologna. Asteroidul prezintă o orbită caracterizată de o semiaxă mare de 2,26 ua, o excentricitate de 0,07 și o înclinație de 5,5° în raport cu ecliptica.